# Giuseppe Bognanni
Giuseppe Bognanni (* 18. července 1947 Riesi, Itálie) je bývalý italský zápasník, reprezentant v obou stylech. V roce 1972 na olympijských hrách v Mnichově vybojoval v řecko-římském zápase v kategorii do 52 kg bronzovou medaili. V roce 1976 na hrách v Montrealu ve stejné váhové kategorii, ale ve volném stylu vypadl ve třetím kole základní skupiny.
V roce 1969 vybojoval třetí, v roce 1972 čtvrté a v roce 1974 šesté místo na mistrovství světa.